# Fondation Albert Ier, Prince de Monaco

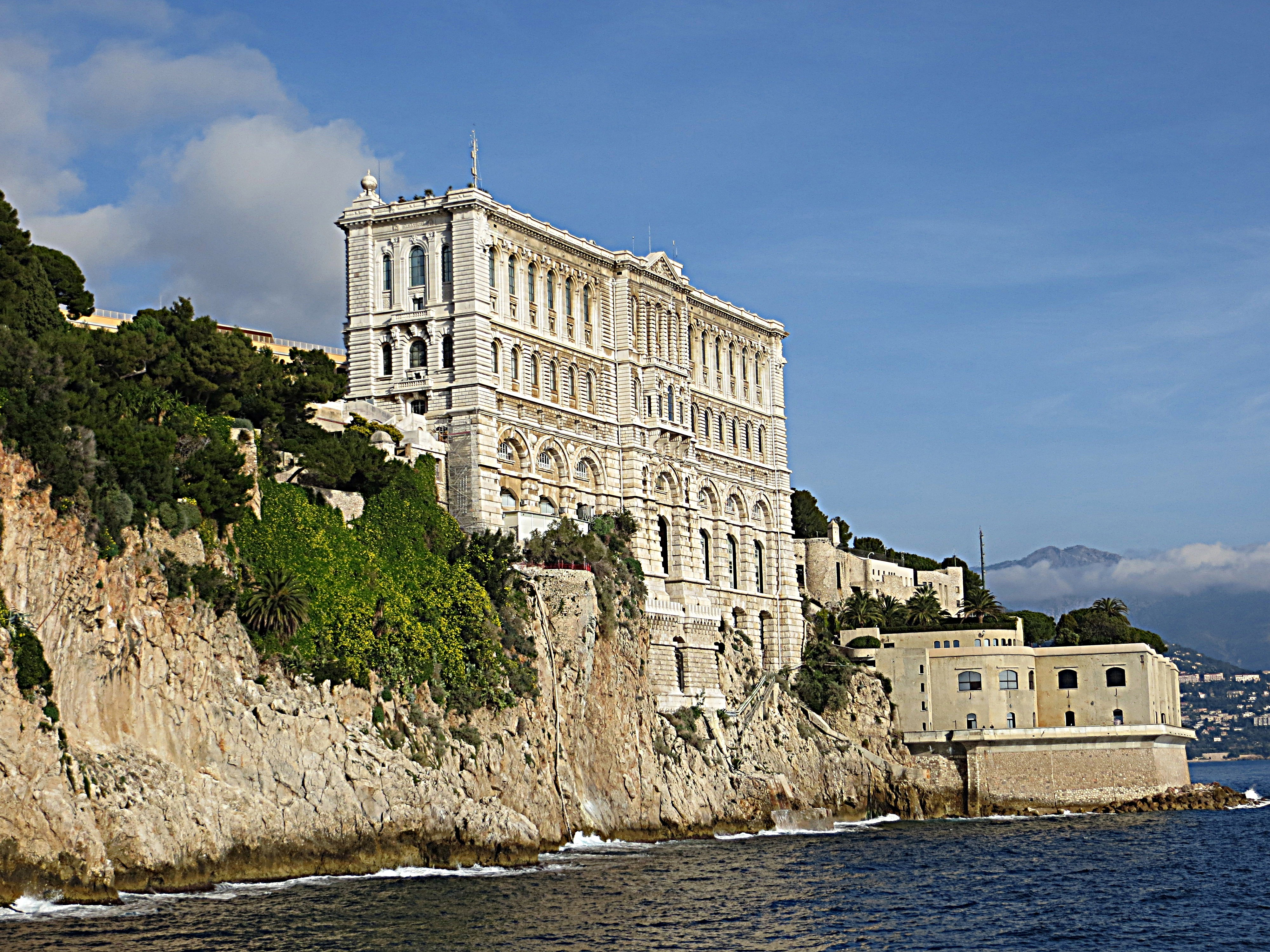
Le musée océanographique de Monaco.

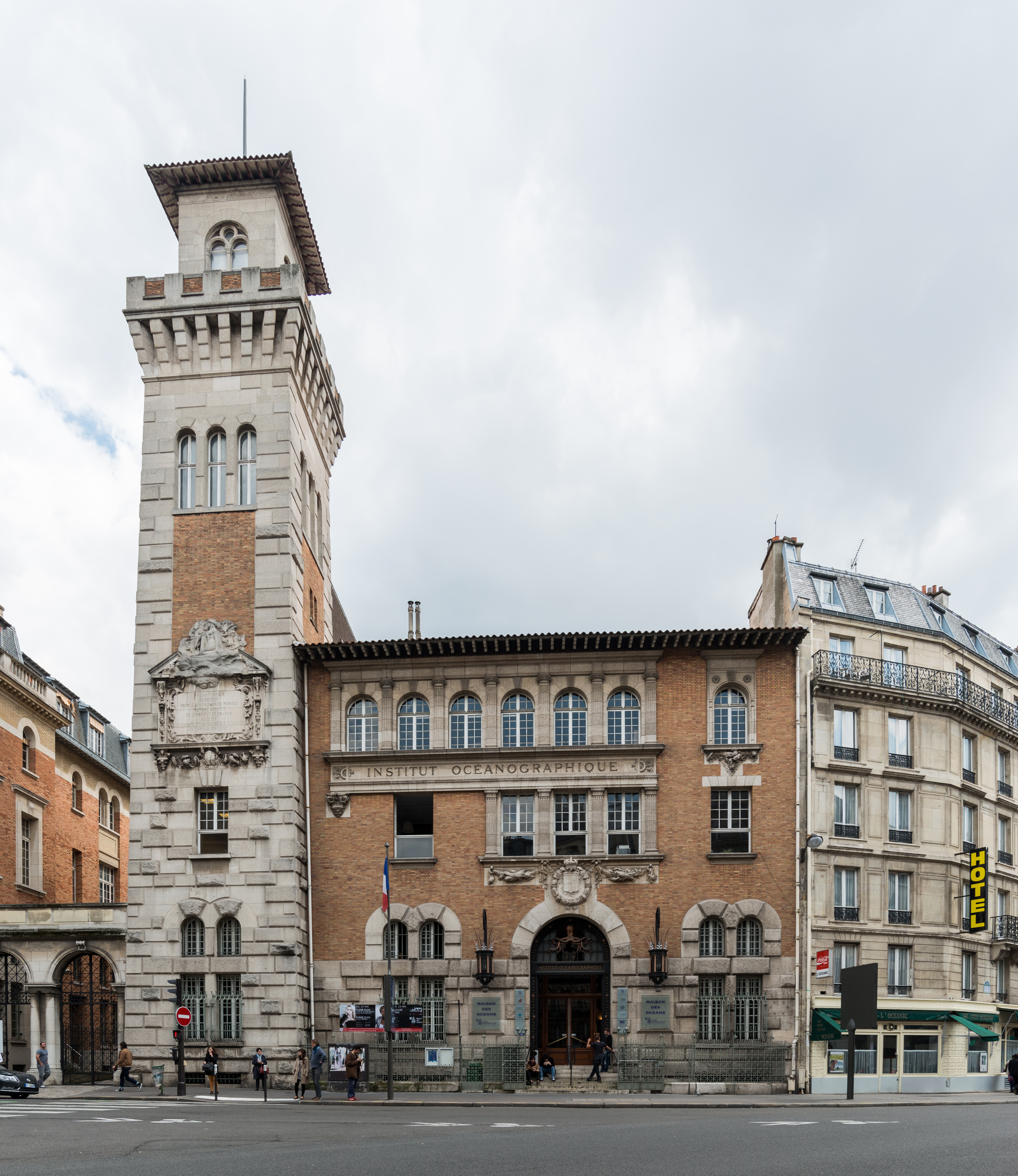
L’Institut océanographique de Paris.

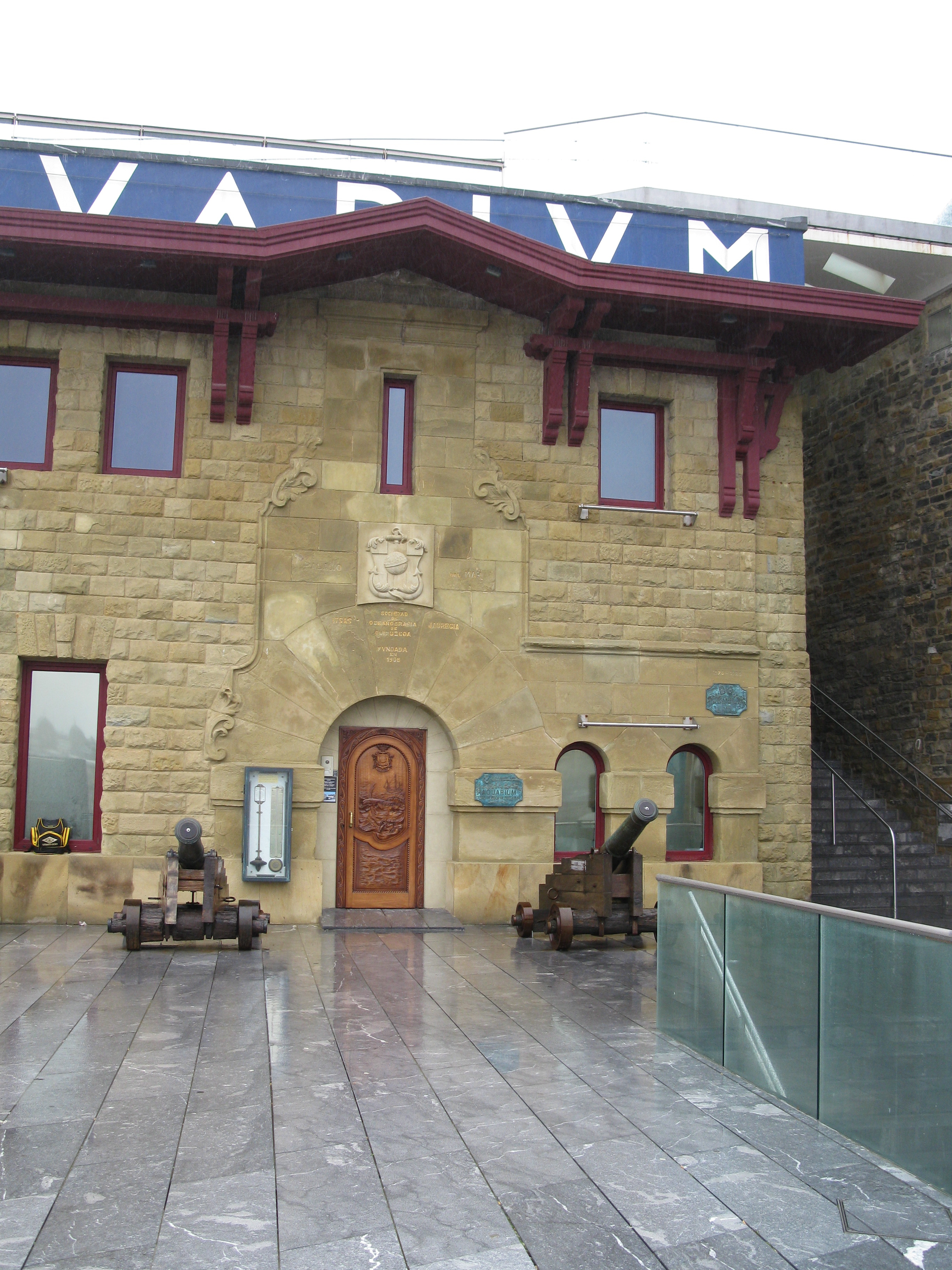
L’aquarium-musée de la mer de Saint-Sébastien en Espagne, soutenu à sa fondation.

Passionné de sciences, le prince Albert Ier a créé deux musées et deux fondations : en 1902 le musée d’Anthropologie préhistorique de Monaco, en 1906 la fondation de l’Institut océanographique de Paris et du musée océanographique de Monaco, et en 1910 la fondation de l’Institut de paléontologie humaine de Paris. Les fondations sont toutes deux des établissements français de droit privé reconnus d’utilité publique.

## Fondation «Institut océanographique»
Dans un courrier de 1906 adressé au ministre français de l’Instruction publique, le prince Albert Ier motive ainsi sa décision concernant les deux principaux établissements de la Fondation :

« Alors j’ai voulu combler une lacune, en créant moi-même et en établissant à Paris un centre d’études océanographiques étroitement relié avec les laboratoires et collections du musée océanographique de Monaco, où je réunis depuis vingt ans les résultats de mes travaux personnels et de ceux des éminents collaborateurs qui me sont venus de tous les pays d’Europe. »

— Albert Ier de Monaco

### Missions
L’objectif de la fondation est de mieux faire « connaître, aimer et protéger » l'océan.

### Établissements océanographiques soutenus
- Le musée océanographique de Monaco situé sur le rocher de Monte-Carlo, est inauguré en 1910 par le prince Albert Ier et conçu dès l’origine comme un palais entièrement consacré aux arts et aux sciences de la mer[1]. À flanc de falaise, il culmine à 85 mètres au-dessus de du niveau de la mer, propose 6 500 m2 au public, et abrite dans ses aquariums méditerranéens et tropicaux plus de 6000 spécimens vivants. Le musée est connu pour ses collections historiques et scientifiques, son cabinet de curiosités marines et sa galerie de squelettes de mammifères marins.
- L’Institut océanographique de Paris, édifié en 1908 et achevé en 1911, est surnommé « Centre de la mer et des eaux » de 1978 à 2011 et « Maison des océans » depuis 2011[2]. Il se situe dans le 5e arrondissement de Paris dans le « Campus Curie » qui regroupe d’autres institutions scientifiques. Le bâtiment richement décoré est l’œuvre d’Henri-Paul Nénot, architecte des bâtiments de la Sorbonne, et accueille des événements liés aux océans (séminaires, ateliers, conférences) et des acteurs de l’environnement et de la protection des océans : la « plateforme Océan-Climat », « France Nature Environnement » ou le « Pew Trust ».
- Le Centre scientifique de Monaco créé par le Prince Rainier III le 23 mai 1960[3].
- À sa création en 1908, l’Aquarium-musée de la Mer de Donostía en Espagne[4].

### Actions
La Fondation Albert Ier, Prince de Monaco fédère des scientifiques et des organisations institutionnelles, acteurs de la gestion et la protection des océans et de sites préhistoriques, et diffuse des messages de sensibilisation auprès des décideurs gouvernementaux et du grand public. Elle porte des projets sur la scène nationale et internationale et met en lumière des thématiques environnementales par le biais de l’édition d’ouvrages, de programmes pédagogiques, de colloques, de conférences, d’expositions, de projections de films et documentaires.
La Fondation a été partie prenante dans une campagne scientifique de 3 ans autour du monde à bord du navire de recherches Yersin, lancée par le prince Albert II au mois de juillet 2017.
Chaque année elle décerne les Grandes médailles Albert Ier et le prix de thèse de l’Institut océanographique (d'une valeur de 3 000 €).

### Dirigeants
- Jean-Louis Étienne 2007-2008
- Robert Calcagno depuis 2009

## Fondation «Institut de Paléontologie Humaine»

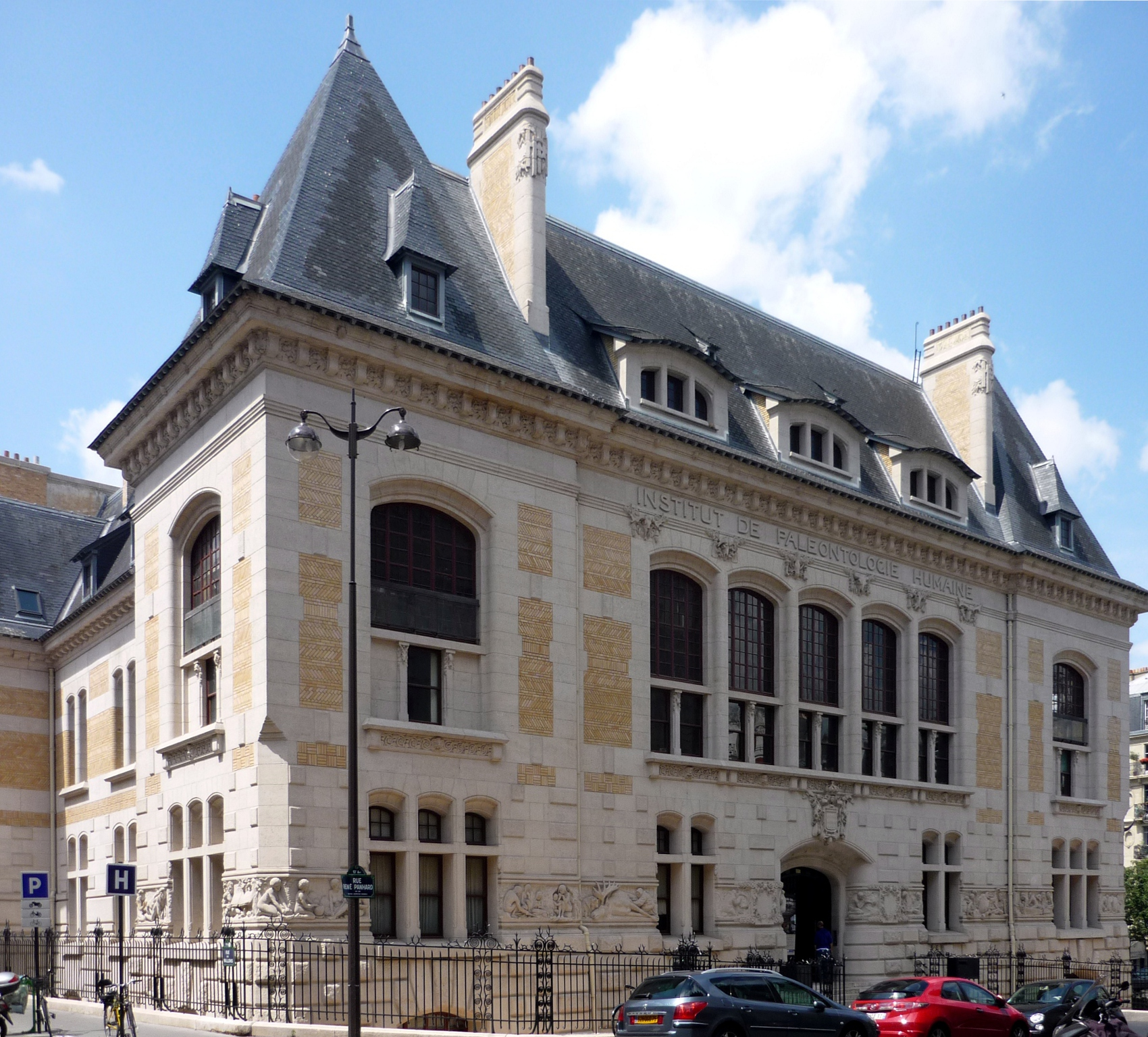
L’Institut de paléontologie humaine de Paris.

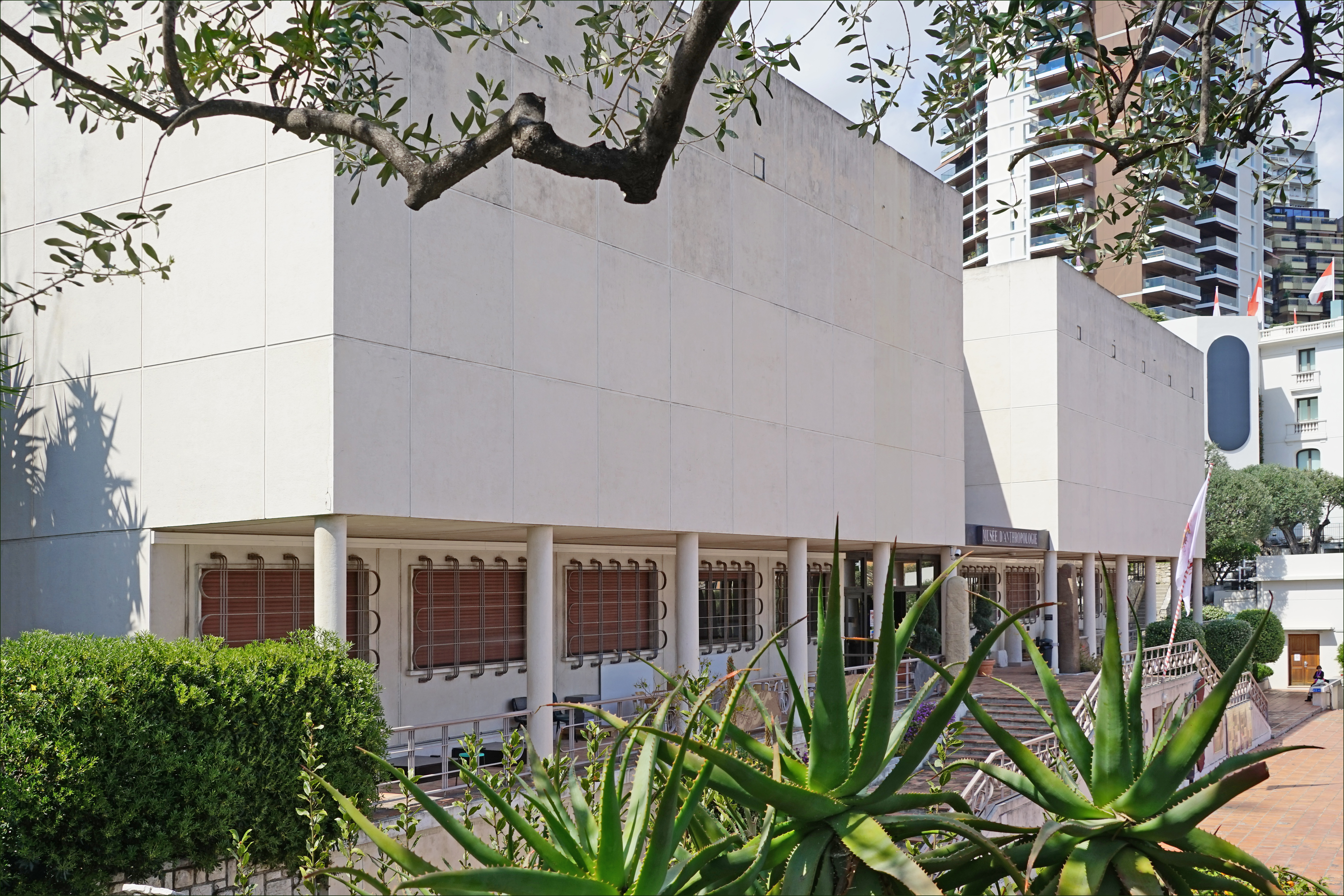
Le musée d'anthropologie préhistorique de Monaco.

- Dans sa lettre du 16 novembre 1910 au ministre de l'Instruction publique André Honnorat, le prince Albert Ier écrit : "Au cours de ma vie laborieuse, j'ai souvent regretté qu'une plus grand place ne fût pas attribuée dans le mouvement intellectuel à l'étude du mystère qui enveloppe les origines de l'Humanité. A mesure que mon esprit s'éclairait par la culture scientifique, je souhaitais plus ardemment voir s'établir sur une base méthodologique les investigations nécessaires pour évoquer les traces fugitives que nos descendants ont laissées dans le sein de notre terre pendant une incalculable succession de siècles".
- L’Institut de paléontologie humaine de Paris (IPH) reconnu d’utilité publique par décret du président de la République du 15 décembre 1910, occupe un bâtiment édifié en 1912 à cet effet par l’architecte Emmanuel Pontremoli, orné de bas-reliefs du sculpteur Constant Roux. Les préhistoriens Marcellin Boule, Henri Breuil, Lionel Balout, Émile Cartailhac et Henri Victor Vallois y travaillèrent. Il est géré en partenariat avec le Muséum national d'histoire naturelle[10].
- Le jour de l'inauguration de l'IPH le 23 décembre 1920, le prince Albert Ier déclare :"C'est pour aider l'Anthropologie à franchir les barrières qui la séparent de la vérité complète que je fonde l'Institut de Paléontologie Humaine, en lui donnant toute l'indépendance nécessaire pour conduire notre esprit vers la lumière. Et je confie ses intérêts à des hommes qui servent la science avec une sincérité capable de développer sa force et de protéger sa marche contre l'influence des interventions passionnées".
- Le musée d'anthropologie préhistorique de Monaco est la plus ancienne institution scientifique de Monaco. Également été fondé par le prince Albert Ier  en 1902 « afin de conserver les vestiges d’humanités primitives exhumés du sol de la Principauté et des régions avoisinantes », il est situé depuis 1959 dans l’enceinte du Jardin exotique de Monaco, à proximité de la grotte de l’Observatoire et du Nouveau musée national de Monaco[11]. Le bâtiment est l’œuvre de l’architecte monégasque Louis Rué.